# Marville (Meuse)
Marville település Franciaországban, Meuse megyében. Lakosainak száma 514 fő (2022. január 1.). Marville Flassigny, Grand-Failly, Petit-Failly, Saint-Jean-lès-Longuyon, Villers-le-Rond, Delut, Iré-le-Sec, Remoiville és Rupt-sur-Othain községekkel határos.

## Népesség
A település népességének változása:
| Lakosok száma | 550  | 551  | 518  | 597  | 531  | 502  | 504  | 517  | 517  | 514  |
|               | 1968 | 1982 | 1990 | 2006 | 2013 | 2015 | 2017 | 2019 | 2020 | 2022 |